# Maladie veino-occlusive hépatique
 (mai 2014).
Si vous disposez d'ouvrages ou d'articles de référence ou si vous connaissez des sites web de qualité traitant du thème abordé ici, merci de compléter l'article en donnant les références utiles à sa vérifiabilité et en les liant à la section « Notes et références ».
La maladie veino-occlusive hépatique est une affection résultant d'une fibrose intimale occlusive des veines centrolobulaires du foie. C'est une affection à faible prévalence qui est peut-être due à une intoxication par le biais alimentaire ou médicamenteux, elle peut aussi être congénitale. 
L'utilisation de plante médicinale traditionnelle fait des cas endémiques à travers le monde comme en Chine ou des confusions accidentelles reviennent régulièrement. Alcaloïdes et pyrrolizidine sont les molécules principalement incriminées. Chez les ruminants l'intoxication peut se faire par l'aflatoxine, et chez les mammifères herbivores en général, les alcaloïdes pyrrolizidiniques peuvent aussi être incriminés. Chez le guépard, des cas ont été rapportés à la suite d'une hypervitaminose A.     
Dans les pays en voie de développement, elle survient essentiellement dans le cadre des greffes de cellules souches de moelle osseuse : traitements de conditionnements, chimiothérapie ou radiothérapie.   
En cas d'exposition courte à fortes doses, on parlera de « MVO aiguë », et de « MVO chronique » en cas d'exposition prolongée à de faibles doses.